# Кокоа мексиканський
Коко́а мексиканський (Xiphorhynchus flavigaster) — вид горобцеподібних птахів родини горнерових (Furnariidae). Мешкає в Мексиці і Центральній Америці.

## Опис
Довжина птаха становить 20-26,5 см. Забарвлення переважно сіро-коричневе, голова, спина і нижня частина тіла поцятковані юілими смужками. Крила і хвіст руді. Дзьоб тонкий, світлий.

## Підвиди

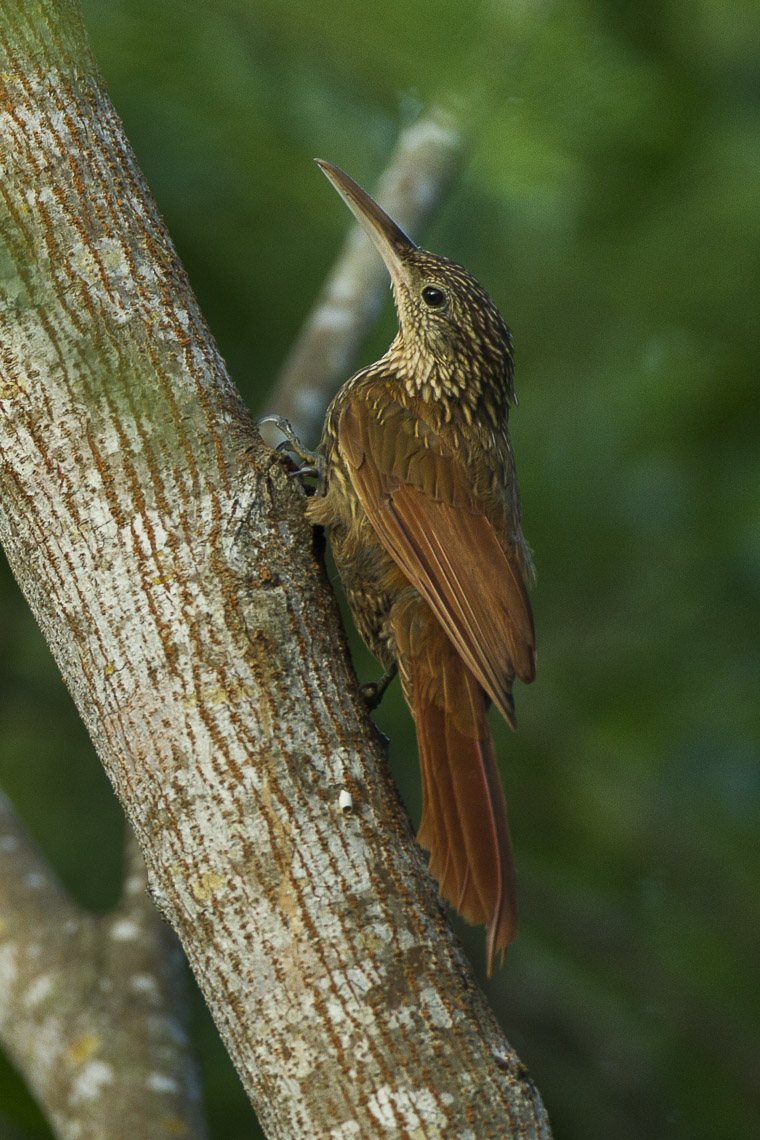
Мексиканський кокоа

Виділяють вісім підвидів:
- X. f. tardus Bangs & Peters, JL, 1928 — північно-західна Мексики (південно-східна Сонора, північ Сіналоа, захід Дуранго);
- X. f. mentalis (Baird, SF, 1867) — західне узбережжя Мексики (від центрального Сіналоа і західного Дуранго на південь до Мічоакана і західного Герреро);
- X. f. flavigaster Swainson, 1827 — південно-західна Мексика (Герреро, південна Оахака);
- X. f. saltuarius Wetmore, 1942 — північно-східна Мексика (від півдня Тамауліпасу і південного сходу Сан-Луїс-Потосі до північного Веракрусу);
- X. f. yucatanensis Ridgway, 1909 — півострів Юкатан, північ Белізу і Гватемали;
- X. f. ascensor Wetmore & Parkes, 1962 — карибське узбережжя південної Мексики (від південного Веракрусу і північної Оахаки на схід до Табаско);
- X. f. eburneirostris (Des Murs, 1847) — від південно-східної Мексики до північно-західної Коста-Рики;
- X. f. ultimus Bangs & Griscom, 1932 — півострів Нікоя[en] (північно-західна Коста-Рика).

## Поширення і екологія
Мексиканські кокоа мешкають в Мексиці, Белізі, Гватемалі, Гондурасі, Сальвадорі, Нікарагуа і Коста-Риці. Вони живуть у вологих і сухих рівнинних і гірських тропічних лісах, в сухих чагарникових заростях, на болотах і плантаціях. Зустрічаються на висоті до 1500 м над рівнем моря.